# HD 129685
HD 129685，又名CD-34 9888，SAO 205899、HR 5489，是一颗半人馬座的恒星，视星等为4.92，位于銀經327.73，銀緯22.15，其B1900.0坐标为赤經14h 38m 51s，赤緯-34° 22.15′ 6″。